# Sherlock Holmes: Mystery of the Mummy
Sherlock Holmes: Mystery of the Mummy (укр. Шерлок Холмс: 5 єгипетських статуеток) — пригодницька відеогра, розроблена українською студією Frogwares. Перша гра компанії з серії Пригоди Шерлока Холмса. Була випущена 2002 року на Microsoft Windows. Згодом, була портована на Nintendo DS 2009 року.
За інформацією від Frogwares, успішні продажі Mystery of the Mummy були дуже неочікуваними для команди, оскільки вдалося продати близько одного мільйону копій першої відеогри компанії у всьому світі.